# Auchy-lès-Hesdin
Auchy-lès-Hesdin é uma comuna francesa na região administrativa de Altos da França, no departamento de Pas-de-Calais. Estende-se por uma área de 9,61 km². Em 2010 a comuna tinha 1 590 habitantes (densidade: 165,5 hab./km²).